# Niszczyciele typu Minekaze
Niszczyciele typu Minekaze (jap. 峯風型駆逐艦 Minekaze-gata kuchikukan) – typ piętnastu japońskich niszczycieli, zbudowanych w okresie międzywojennym dla Cesarskiej Marynarki Wojennej Wielkiej Japonii. Przestarzałe w momencie przystąpienia Japonii do II wojny światowej okręty były wykorzystywane podczas wojny na Pacyfiku głównie do zadań pomocniczych, pełniąc funkcję okrętów patrolowych, transportowych, a pod koniec wojny okrętów-nosicieli kaitenów (żywych torped). Większość okrętów została zatopiona podczas wojny przez alianckie okręty podwodne. Po wojnie jeden z okrętów – „Namikaze” został przejęty przez Marynarkę Wojenną Republiki Chińskiej, gdzie służył pod nazwą „Shen Yang”. Złomowano go w 1960 roku. 

## Historia
Na początku XX wieku, japoński przemysł okrętowy rozwijał się bardzo dynamicznie. Początkowo okręty wojenne kupowano w zagranicznych stoczniach, jednak z czasem wykorzystywano zagraniczne licencje. W połowie 1917 roku pojawił się program „Flota 8-6”, przedstawiony przez admirała Tomosaburō Katō – Ministra Cesarskiej Marynarki Wojennej oraz późniejszego premiera Japonii. Program zakładał pozyskanie 27 nowych niszczycieli. Program ten stanowić miał także uzupełnienie dla pozyskiwanych pancerników i krążowników liniowych. Przygotowywany przez flotę projekt okrętów zyskał oznaczenie F-40 i bazował zarówno z doświadczeń eksploatacyjnych Japończyków na okrętach tej klasy ale i raportach z wykorzystania niszczycieli na frontach I wojny światowej. W 1917 roku japońska flota weszła w posiadanie planów niemieckiego niszczyciela SMS V 30, który należał do projektu V25. Dużo rozwiązań technologicznych zapożyczono z niemieckiego okrętu.
Ostatecznie rozpoczęte jeszcze w 1916 roku prace projektowe uległy przyspieszeniu i rozwinięciu. Opracowano dwa warianty niszczycieli, które oznaczono jako F-40 i F-41. 

## Konstrukcja

### Opis konstrukcji
Kadłub niszczycieli miał długość całkowitą wynoszącą 102,57 m długości oraz szerokość 8,92 m. Dzielony był przez 14 przedziałów wodoszczelnych. Konstrukcja kadłuba jednostki oparta była na łączeniach poprzecznych oraz wzdłużnych. Zastosowano dno podwójne. Poszycie kadłuba mocowane było do szkieletu metodą zakładkową za pomocą nitów. Dzięki zastosowaniu aż 14 przedziałów wodoszczelnych okręt miał zagwarantowaną dużą niezatapialność.
Napęd okrętu stanowiły dwa zespoły turbin parowych systemu Parsonsa, które generowały łączną moc 38 500 KM. Parę do nich dostarczały cztery kotły typu Kampon „RO-GO”. Turbiny umiejscowiono w jednym przedziale, gdzie odgrodzono je od siebie podłużną grodzią wodoszczelną, wzdłuż osi kadłuba, zaś kotły znajdowały się pojedynczo w osobnych przedziałach odgrodzone grodziami. Kotły opalano wyłącznie paliwem płynnym, którego zapas wynosił 395 ton. Były to także pierwsze japońskie okręty opalane wyłącznie paliwem płynnym. Każdy zespół turbin napędzał swój wał napędowy, zakończony trójpłatową śrubą napędową. Jednostka miała jeden ster. Tak skonfigurowana siłownia okrętowa pozwalała osiągnąć niszczycielowi prędkość maksymalną wynoszącą 39 węzłów. Zasięg okrętów wynosił 3600 Mm przy prędkości 14 węzłów, 1550 Mm przy 27 węzłach, zaś przy prędkości bliskiej maksymalnej zasięg spadał do 700 Mm.
Energię elektryczną na pokładzie zapewniały dwa turbogeneratory o mocy 125 kW każdy oraz jeden generator awaryjny, napędzany przez silnik Diesla o mocy 50 KM. Załoga okrętu liczyła 148 oficerów i marynarzy.

### Uzbrojenie i wyposażenie

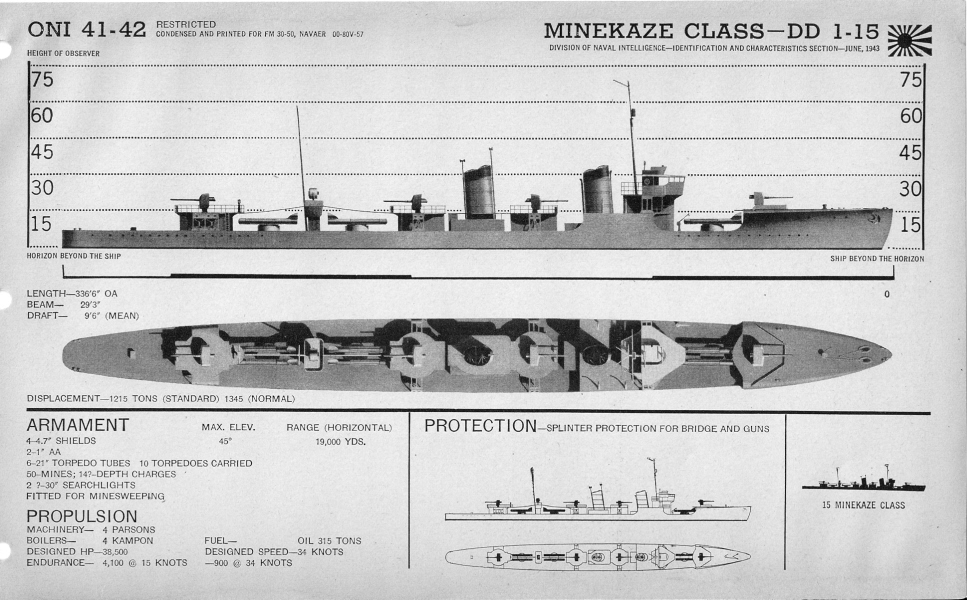
Sylwetka okrętów typu Minekaze w początkowej fazie służby (poniżej schemat opancerzenia oraz rozstawienia uzbrojenia)

Główne uzbrojenie niszczycieli stanowiły początkowo cztery armaty kal. 120 mm o długości lufy wynoszącej 45 kalibrów. Maksymalny kąt podniesienia lufy wynosił tylko 45°, co pozwalało na rażenie wyłącznie celów morskich i lądowych. Początkowo armaty chronione były przez lekką osłonę przeciwodłamkową, jednak z czasem eksploatacji na niszczycielach typu (oprócz trzech ostatnich okrętach serii) zostały zmodyfikowane. Armata miotała pociski o masie 20,04 kg na odległość do 16 075 m. Prędkość wylotowa wynosiła 845 m/s, zaś szybkostrzelność 9 strzałów na minutę. Armaty rozmieszono w następujący sposób: armata numer 1 ulokowana była na pokładzie dziobówki, armaty 2 i 3 na pokładówce na śródokręciu pomiędzy kominami, natomiast ostatnia o numerze 4 znajdowała się na nadbudówce rufowej.
Początkowo okręty nie posiadały żadnego uzbrojenia przeciwlotniczego, zgodnie z panującym w czasach wprowadzenia do służby lotnictwo odgrywać miało marginalną rolę. Pewnego rodzaju ochronę przed lotnictwem stanowić miały dwa pojedyncze karabiny maszynowe kal. 6,5 mm. W latach kolejnych okręty przechodziły przezbrojenia i zyskiwały lepszą artylerię przeciwlotniczą w postaci działek kal. 25 mm oraz wielkokalibrowych karabinów maszynowych kal. 13,2 mm.
Uzbrojenie torpedowe składało się z trzech podwójnych wyrzutni torped kal. 533 mm Typ 6 Mod 1. Wyrzutnie napędzane były elektrycznie jednak w wyniku awarii mogły być obsługiwane ręcznie. Jedna z wyrzutni znajdowała się przed mostkiem za wysoką dziobówką, zaś dwie pozostałe na śródokręciu między drugim kominem a nadbudówką. Dodatkowo okręty miały możliwość wzięcia na pokład 6 zapasowych skrzyń z torpedami jednak nie były wyposażone w przyrządy ułatwiające ich ponowne ładowanie, co znacząco utrudniało ich ponowny załadunek. Początkowo okręty dysponował dwoma zrzutniami bomb głębinowych z zapasem po 18 bomb głębionowych. jednak z czasem okręty zyskiwały dwie nowe zrzutnie Typu 3 z zapasem 36 bomb głębinowych oraz dodatkowo cztery miotacze bomb głębinowych, jednak zależało to od poszczególnych jednostek serii.
Do kierowania ognia artyleryjskiego służył dalmierz Typ B o podstawie 2,5 m. W czasie modernizacji jednostek z lat 30. XX wieku okręty wyposażono dodatkowo w urządzenia do kierowania torped Typ 14 oraz stare dalmierze wymieniono na nowe modele. Do zwalczania okrętów podwodnych na okrętach zainstalowano sonar Typ 93 Mod oraz hydrofon Typ 92.

## Okręty
- „Minekaze”
- „Okikaze”
- „Shimakaze”
- „Nadakaze”
- „Shiokaze”
- „Hokaze”
- „Tachikaze”
- „Nokaze”
- „Namikaze”
- „Numakaze”
- „Sawakaze”
- „Yakaze”
- „Hakaze”
- „Akikaze”
- „Yūkaze”